# Мария Киркова
Мария Киркова е българска състезателка по ски алпийски дисциплини. Участва в 4 световни първенства и 4 зимни олимпийски игри – Торино (2006), Ванкувър (2010) и в Сочи (2014), Пьонгчанг (2018).

## Биография
Родена е на 3 януари 1986 г. в София.
Печели купа „Надежди“ за деца през 1997, 1998, 1999, 2000 и 2001 година.
Мария Киркова е носител на купата „България“ девойки младша възраст през 2002 и 2003 година.
Печели купа „България“ и в категория за жени през 2003 година.
Носител е на 19 републикански титли и 7 международни победи.
Знаменосец на българската група спортисти на Сочи 2014. 
Състезава се за „Славия“, София. 

## Участия на зимни олимпийски игри
| Олимпийски игри            | Място     | Държава    | дисциплина             | класиране   |
| -------------------------- | --------- | ---------- | ---------------------- | ----------- |
| Зимни олимпийски игри 2010 | Ванкувър  | Канада     | супер гигантски слалом | не завършва |
| Зимни олимпийски игри 2010 | Ванкувър  | Канада     | спускане               | 33          |
| Зимни олимпийски игри 2014 | Сочи      | Русия      | гигантски слалом       | 36          |
| Зимни олимпийски игри 2014 | Сочи      | Русия      | слалом                 | не завършва |
| Зимни олимпийски игри 2018 | Пьонгчанг | Южна Корея | слалом                 | 35          |
| Зимни олимпийски игри 2018 | Пьонгчанг | Южна Корея | гигантски слалом       | 40          |

## Участия на световни първенства
| Първенство               | Място               | Държава   | дисциплина                                                               | класиране          |
| ------------------------ | ------------------- | --------- | ------------------------------------------------------------------------ | ------------------ |
| Световно първенство 2003 | Санкт Мориц         | Швейцария | слалом                                                                   | 43-то              |
| Световно първенство 2007 | Оре                 | Швеция    | слалом гигантски слалом                                                  | 45-о 44-то         |
| Световно първенство 2009 | Вал д'Изер          | Франция   | слалом гигантски слалом супер-гигантски слалом ски – алпийска комбинация | — 34-то 28-о 22-ро |
| Световно първенство 2011 | Гармиш-Партенкирхен | Германия  | гигантски слалом                                                         | 51-во              |